# ردندرة بيضاء ناصعة
ردندرة بيضاء ناصعة (الاسم العلمي:Rhododendron niveum) هي نوع من النباتات تتبع جنس الردندرة من الفصيلة الخلنجية.